# Vorposten
Vorposten im militärischen Sinn sind vorgeschobene Einheiten, die für die Aufklärung der gegnerischen Verhältnisse und die Sicherung vorgesehen sind.

## Vorposten bei Landstreitkräften
In der Regel handelt es sich dabei um eine Kompanie, welche in einer Rochade vom Rest der Truppe gestellt wird. Ihre Gruppen werden in die verschiedenen Vorpostenabteilungen gegliedert, sie befinden sich an den Zufahrtswegen ca. 1 1/5 km vor der ruhenden Truppe, ähnlich einem Wachpersonal in befestigten Anlagen.  Der Vorposten hat einen Sicherungsauftrag durch Errichtung von Sperren und Personenkontrollen wie auch der Stellung von Patrouillen, welche das Zwischengelände sichern, oder auch der Unpassierbarmachung des umliegenden Geländes. Er dient bei einem Angriff dazu, die Gefechtsbereitschaft der ruhenden Truppe zu gewährleisten.
Bis zum Anfang des 20. Jahrhunderts war die Aufklärungsarbeit meist Aufgabe der Kavallerie, die Sicherungsarbeit oblag dagegen der Infanterie. Die Vorposten gliederten sich in
- das Vorpostengros,
- die Vorposten-Kompanien und
- die Vorpostenkavallerie.

Das Vorpostengros war dabei meist in der Nähe der Operationsstraße hinter einem widerstandsfähigen Punkt aufgestellt als Rückhalt gegen feindliche Angriffe auf die Vorposten-Kompanien.
Die Vorposten-Kompanien selbst bildeten eine Hauptsicherungslinie und verschafften durch ihren Widerstand der ruhenden Truppe Zeit zur Gefechtsbereitschaft. Sie sicherten sich durch vorgeschobene Feldwachen oder selbständige Unteroffiziersposten. 
Die Vorpostenkavallerie wirkte am Tag in vorderster Linie, hielt die Fühlung mit dem Gegner und beobachtete das vorlagernde Gelände. In übersichtlichem Gelände hielt man sie meist in einem einzigen Pikett (abgeleitet von Pikenier) zusammen, in unübersichtlichem Gelände zergliederte man sie dagegen in mehrere. Die Piketts setzten ihrerseits Feldwachen oder selbständige Unteroffiziersposten aus. 
Patrouillen klärten nach vorwärts auf und hielten die Verbindung zwischen den einzelnen Teilen der Vorposten.

## Vorposten bei Seestreitkräften
Im Verlauf des Seekrieges im Ersten Weltkrieg wurde deutscherseits ein „straff organisierter Vorpostendienst“ zur Überwachung der Nord- und Ostsee eingerichtet, den diverse Vorpostenflottillen verrichteten.
Die wichtigste davon war die Flottille der Nordseevorpostenboote. Dazu kamen u. a. die Vorpostenflottille der Ems sowie in der Ostsee die Halbflottille der Ostseevorpostenboote mit Stützpunkt Warnemünde und die Vorpostenhalbflottille Ost mit Stützpunkten in Danzig und später in Libau.
Im Zweiten Weltkrieg wurde als Vorposten die Verwendung von Vorpostenbooten so umfangreich, dass dazu  diverse Vorpostenflottillen aufgestellt wurden.